# Casey Boersma
Casey James Boersma (Los Ángeles, California, Estados Unidos, 13 de enero de 1995) es un actor estadounidense. Es hermano gemelo del también actor Dylan Boersma .

## Filmografía
| Film       | Film                        | Film                    | Film               |
| Año        | Filme                       | Rol                     | Nota               |
| ---------- | --------------------------- | ----------------------- | ------------------ |
| 1995       | Father of the Bride Part II | Bebe                    | Junto a su hermano |
| 1999       | The Story of Us             | Josh Jordan             |                    |
| 2007       | X's & O's                   | Niño                    |                    |
| 2008       | Drillbit Taylor             | Chuck                   |                    |
| Televisión |                             |                         |                    |
| Año        | Título                      | Rol                     |                    |
| 1997-2001  | 7th Heaven                  | Wilson 'Billy' West Jr. |                    |
| 2004       | ER                          | Michael #2              |                    |